# Johanna Spyri
Johanna Spyri, z domu: Johanna Louise Heusser; w Polsce, znana również jako Joanna Spyri (ur. 12 czerwca 1827 w Hirzel, zm. 7 lipca 1901 w Zurychu) – szwajcarska pisarka, autorka powieści i opowiadań dla młodych i dorosłych czytelników.

## Życiorys
Urodziła się jako córka lekarza. Miała pięcioro rodzeństwa. Ukończyła prywatne gimnazjum w Hirzel. W latach 1843–1844 pobierała w Zurychu lekcje muzyki i języków obcych. Pasjonowała się twórczością Goethego. Od dziecka tworzyła wiersze i małe sztuki teatralne. Była kobietą skromną i dyskretną. Działalność literacka pozwoliła jej uzyskać niezależność finansową od męża, co w warunkach XIX-wiecznej Szwajcarii było powodem do dumy. Dużo podróżowała po kraju, spędzając poza domem nawet i po pół roku. W latach 1882–1899 co najmniej dwa miesiące w roku (wiosną) spędzała w pensjonacie Barbier w Montreux nad Jeziorem Genewskim.
Jej najbardziej znaną książką, która z dnia na dzień przyniosła jej sławę, jest Heidi (1881) – historia osieroconej dziewczynki, która mieszka z dziadkiem wysoko, na górskiej hali. Innymi, znanymi w Polsce utworami autorki są adresowana również do dzieci Kornelia i Stare zamczysko oraz Prawdziwa przyjaźń. Powieść Kornelia doczekała się w 1996 r. adaptacji jako spektakl Teatru Telewizji w reżyserii Michała Kwiecińskiego.